# 纳戈尔德
纳戈尔德（德語：Nagold，發音：[ˈnaːɡɔlt] ⓘ）是德国巴登-符腾堡州卡尔斯鲁厄行政区卡尔夫县的城市，面积63.09平方千米，2023年12月31日人口为23,321人。

## 友好城市
- 法國 隆维（1967年）
- 斯洛維尼亞 耶塞尼采（1994年）